# Гуччи, Маурицио
Маурицио Гуччи (26 сентября 1948, Флоренция — 27 марта 1995, Милан) — итальянский бизнесмен, глава модного дома Gucci. Сын Родольфо Гуччи и актрисы Сандры Равель, внук Гуччо Гуччи. Был убит киллером, которого наняла его бывшая жена Патриция Реджани.

## Жизнь и карьера
Маурицио Гуччи родился 26 сентября 1948 года во Флоренции единственным ребёнком в семье актёров Родольфо Гуччи и Сандры Равель. В 1972 году Гуччи переехал в Нью-Йорк, чтобы работать в Gucci со своим дядей Альдо Гуччи. В начале 1980-х годов он жил в роскошном пентхаусе в Олимпик-тауэр, подаренном ему отцом. В 1982 году он вернулся в Милан, а в 1983 году начал юридическую войну против Альдо за контроль над Gucci после того, как стал мажоритарным акционером Gucci после смерти своего отца.
В 1986 году Гуччи бежал в Швейцарию, чтобы избежать судебного преследования, после того как Альдо, желая отомстить, обвинил его в подделке подписи своего отца, чтобы избежать уплаты налогов на наследство. Первоначально он был признан виновным, но позже был оправдан. В 1988 году Маурицио Гуччи продал 47,8 % Gucci бахрейнскому инвестиционному фонду Investcorp (владелец Tiffany с 1984 года).
Маурицио Гуччи был назначен председателем группы Gucci в 1989 году. С 1991 по 1993 год финансы Gucci были в минусе. Маурицио Гуччи обвинили в том, что он потратил огромные суммы денег на экстравагантные штаб-квартиры компании во Флоренции и Милане. В 1993 году он продал свои оставшиеся акции Gucci за 170 миллионов долларов компании Investcorp, положив конец связям семьи Гуччи с компанией.

## Личная жизнь
В 1972 году Гуччи женился на Патриции Реджани, от которой у него родились две дочери, Аллегра и Алессандра. Отец Маурицио Родольфо Гуччи изначально не одобрял их брак, называя Патрицию карьеристкой, у которой на уме только деньги. В 1985 году Маурицио сказал своей жене Патриции, что собирается в короткую деловую поездку во Флоренцию. На следующий день он послал друга сказать своей жене, что не вернётся.
В 1990 году Гуччи начал встречаться с Паолой Франки, подругой детства, которая присутствовала на его свадьбе с Патрицией. Оба страдали от несчастливых браков. Франки была любовницей Гуччи в течение пяти лет, живя в квартире на Корсо Венеция, Милан.

## Убийство
27 марта 1995 года Гуччи был застрелен наёмным киллером на ступеньках своего офиса, по пути на работу. Его бывшая жена Патриция Реджани была осуждена в 1998 году за организацию убийства. По словам прокуроров, мотивами Реджани была смесь ревности, денег и обиды на своего бывшего мужа. Они утверждали, что она хотела получить контроль над поместьем Гуччи и хотела помешать своему бывшему мужу жениться на своей новой партнёрше, Паоле Франки. Предстоящий брак сократил бы её алименты вдвое. Она отбыла 18 лет в тюрьме и была освобождена досрочно в октябре 2016 года.
Гуччи похоронен на кладбище Зомплац в Санкт-Морице.

## В массовой культуре
Взаимоотношения Маурицио Гуччи с отцом, дядей, двоюродным братом и Патрицией Реджани стали основой сюжета художественного фильма Ридли Скотта «Дом Gucci» (2021). В роли Маурицио Гуччи снялся Адам Драйвер.